# Jirsko 1.díl
Jirsko 1.díl je díl osady Jirsko, část obce Sezemice v okrese Mladá Boleslav. Nachází se asi 1,5 kilometru východně od Sezemic. Jirsko 1.díl leží v katastrálním území Sezemice.

## Historie
První písemná zmínka o vesnici pochází z roku 1436.

## Galerie

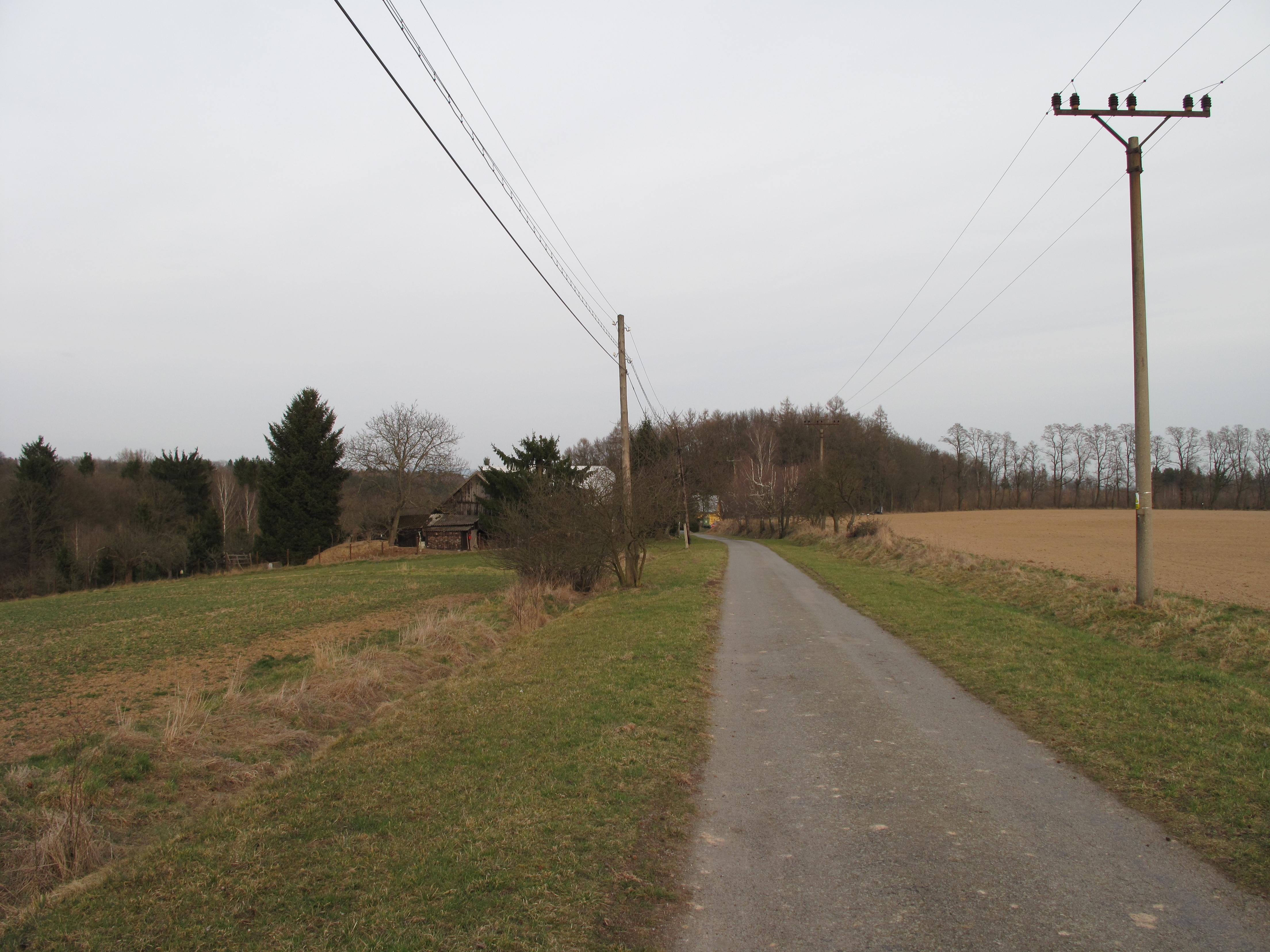
Cesta do osady
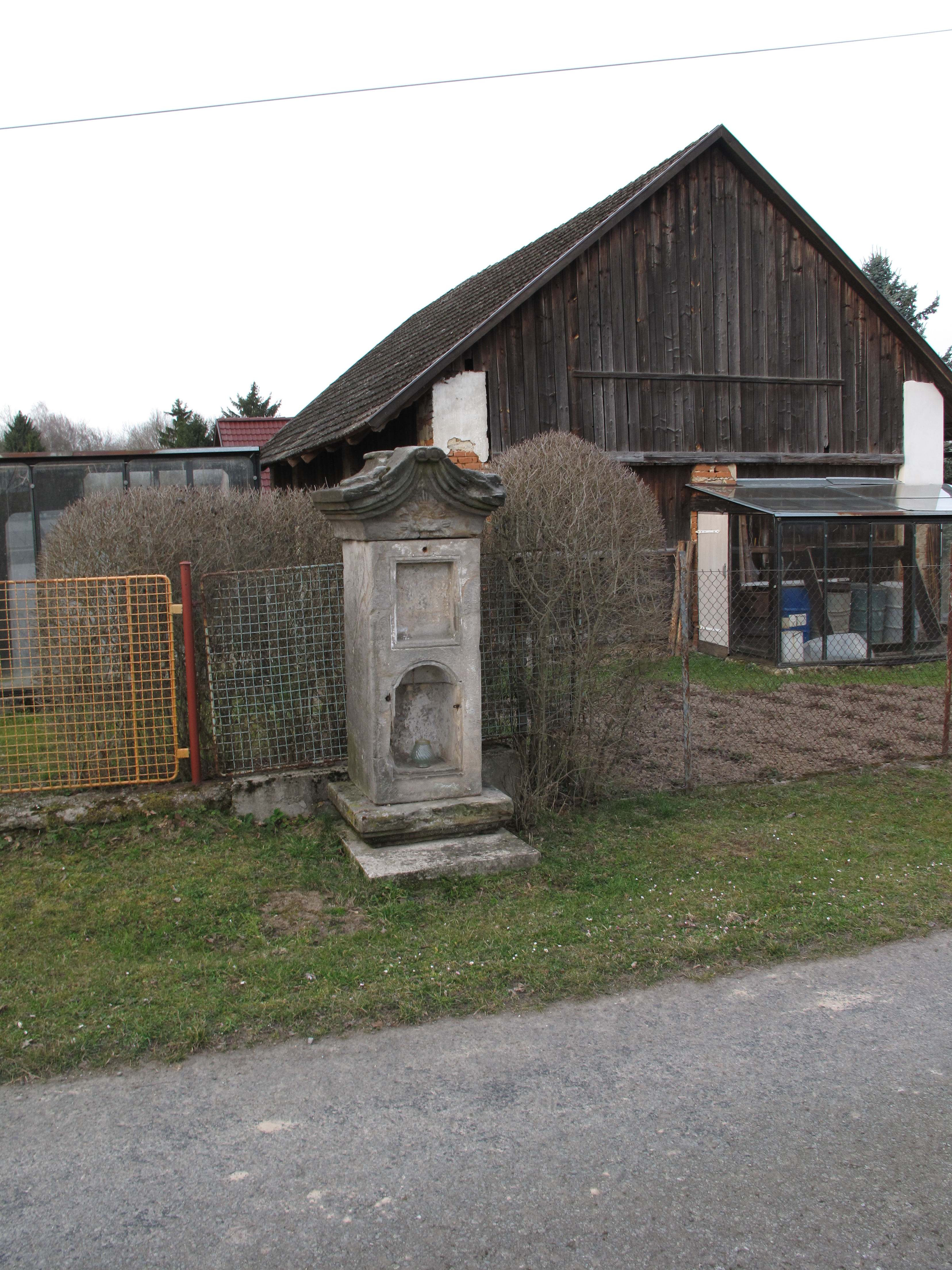
Dřík a stodola